# Estadio Luis Arnulfo Cevallos
El Estadio Luis Arnulfo Cevallos es un estadio multiusos. Está ubicado en la ciudad de Jama, provincia de Manabí. Fue inaugurado en el año 21 de junio de 2000. Es usado para la práctica del fútbol, Tiene capacidad para 4000 espectadores.
Desempeña un importante papel en el fútbol local, ya que los clubes de jameños como el Club Atlético River Plate (Manabí) hacen o de local en este escenario deportivo, que participan en el Campeonato Provincial de Segunda Categoría de Manabí.
El estadio es sede de distintos eventos deportivos a nivel local, ya que también es usado para los campeonatos escolares de fútbol que se desarrollan en la ciudad en las distintas categorías, también puede ser usado para eventos culturales, artísticos, musicales de la localidad.
El estadio tiene instalaciones modernas con camerinos para árbitros, equipos local y visitante, zona de calentamiento, cabinas de prensa, sala de prensa, y muchas más comodidades para los aficionados. Además de:
- Campeonatos Intercolegiales de fútbol.
- Entrenamientos disciplinas fútbol y atletismo.

Pero también ha sido usado por otros equipos manabitas en el zonal de ascenso de Segunda Categoría por algunos partidos como el Club Deportivo Ciudad de Pedernales o el Club Social, Cultural y Deportivo Universitario; estos equipos usaron este escenario deportivo como sede de local para pocos partidos mientras sus respectivos estadios eran adecuados para ser aprobados por FEF.